# Meinoud Rost van Tonningen
Meinoud Marinus Rost van Tonningen (Soerabaja, 19 februari 1894 – Scheveningen, 6 juni 1945) was een Nederlands politicus die als voorman van het Nederlandse nationaalsocialisme tijdens de Tweede Wereldoorlog vergaand collaboreerde met de Duitse bezetters.

## Jeugd
Rost van Tonningen werd geboren in het toenmalige Nederlands-Indië (thans Indonesië). Hij was de jongste zoon van KNIL-generaal Marinus Bernardus Rost van Tonningen, die zich in de strijd op onder andere Lombok, Atjeh en Bali had onderscheiden. Zijn moeder was jonkvrouw Menauda Sara Johanna van den Bosch. Na de hogereburgerschool in Den Haag te hebben doorlopen ging hij na een aanvankelijke start van een ingenieursopleiding te Delft rechten studeren in Leiden waar hij later promoveerde. Hij was een fanatiek sportman en naast schermen roeide hij bij D.S.R.V. Laga en later bij KSRV Njord. Voor Laga won hij de Varsity. Zijn oudste broer viceadmiraal Nicolaas Albertus Rost van Tonningen was onder andere grootmeester van koningin Juliana en zijn middelste broer Wim Rost van Tonningen was hoofdingenieur bij de Bataafsche Petroleum Maatschappij BPM.

## Ontwikkeling tot nationaalsocialist
Van 1923 tot 1928 en van 1931 tot 1936 was hij vertegenwoordiger van de Volkenbond in Wenen, aanvankelijk in een ondergeschikte, later in een leidende functie, om toezicht te houden op het Oostenrijkse financiële beleid. Hij werkte aanvankelijk onder de oud-burgemeester van Rotterdam Alfred Rudolph Zimmerman, van 1931 tot 1936 zelfstandig als Volkenbond-vertegenwoordiger. Bij zijn eerste vertrek uit Wenen werd aan Rost van Tonningen het Große Ehrenzeichen für Verdienste verleend. Van 1928 tot 1931 woonde Rost van Tonningen met zijn toenmalige, eerste echtgenote te Amsterdam. In Oostenrijk ontwikkelde hij na 1931 steeds sterkere antisemitische en anticommunistische denkbeelden. In Oostenrijk was hij aanvankelijk ook goed bevriend met de in 1934 vermoorde kanselier Engelbert Dollfuss met wie hij echter sterk van mening verschilde over of Oostenrijk zich wel of niet bij Duitsland moest aansluiten; Rost van Tonningen zag namelijk niets in een verbod op deze zogeheten Anschluss, de aansluiting van Oostenrijk bij het Duitse Rijk.
In 1934 voltrok zich een radicale ommezwaai in zijn denkbeelden: van gematigd corporatist, bewonderaar van de antinazistische autocraat Dollfuss en gerespecteerd lid van het Corps Diplomatique werd hij tot een radicale nationaalsocialist van het type van de verboden, ondergrondse Oostenrijkse SS. Als gevolg hiervan weigerde hij van 1934 tot 1936 met Oostenrijks bondskanselier Kurt von Schuschnigg samen te werken; Rost zocht aansluiting bij Franz von Papen, een Duitse diplomaat. Zijn tweede echtgenote Florrie Rost van Tonningen-Heubel zou ook na de oorlog bevriend met deze blijven.

## NSB-lid

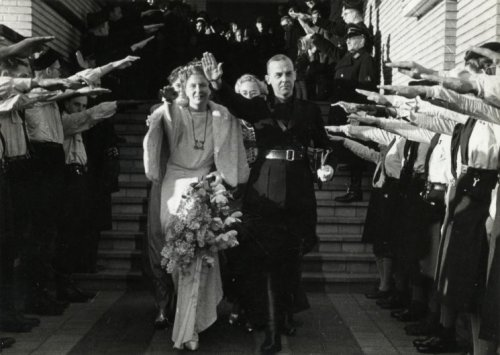
Huwelijk Meinoud en Florrie Rost van Tonningen op 21 december 1940

Nadat Rost van Tonningen in 1936 was teruggekeerd uit Oostenrijk, scheidde hij van zijn eerste echtgenote Mary Sara Gordon Hasselbach, met wie hij in 1924 gehuwd was. Tijdens dit eerste huwelijk van Rost van Tonningen werden twee dochters geboren. Op dezelfde dag, 7 augustus 1936, werd hij lid van de NSB. Bij de verkiezingen won hij een zetel in het parlement.
Daarnaast was hij hoofdredacteur van Het Nationale Dagblad geworden, het partijorgaan van de NSB, dat hij (tot leedwezen van een deel van de NSB-leiding) tot een spreekbuis van zijn eigen ideeën maakte. Rost van Tonningen was een vooral op Duitsland en de 'groot-Duitse gedachte' georiënteerde nationaalsocialist terwijl Anton Mussert meer affiniteit had met het fascisme van Mussolini.
Het was vooral door zijn groeiende invloed dat vanaf circa 1936 de NSB steeds openlijker antisemitisch werd. Op het gebied van het antisemitisme was hij namelijk ideologisch gemotiveerder dan de gematigde NSB-leider Anton Mussert. Vanwege Rost van Tonningen liep de NSB hoe langer hoe meer in de pas met de NSDAP. In de zaak Oss werkte Rost van Tonningen mee aan de antiklerikale campagne en met zedelijkheidsaanklachten tegen de Joden en de katholieke geestelijkheid die ook in nazi-Duitsland uit wraak voor de encycliek Mit brennender Sorge (1937) was doorgevoerd. Op 1 maart 1939 werd Rost van Tonningen na pogingen tot interpellatie over diezelfde zaak-Oss door RKSP-Kamerlid Henk Ruijter in de plenaire vergaderzaal voor „landverrader” uitgemaakt, waarna NSB'er Rost van Tonningen met de zijnen een handgemeen uitvocht met de katholieke Kamerleden Ruijter en Van der Putt (RKSP).
In 1938 ijverde Rost van Tonningen voor zowel beperking van joodse immigratie vanuit Duitsland, alsook voor een joods thuisland in Suriname in zijn zogenaamd Guyanaplan, dat ook in Duitse kringen op weinig enthousiasme kon rekenen. In dit plan werd de gedwongen volksverhuizing van de Europese joden naar Suriname bepleit met verwijzing naar de Jodensavanne-geschiedenis.
In 1939 richtte hij de Mussert-garde op, een paramilitaire organisatie die naast de Jeugdstorm bestond, maar minder succesvol was. Veel leden werden later wel lid van de Nederlandsche SS. Rost van Tonningens eigen verzoek om lid van de Nederlandse SS-afdeling 'Westland' te mogen worden werd echter in eerste instantie afgewezen, omdat hij vanwege zijn geboorte in Nederlands-Indië geen goede stamboom kon overleggen waaruit bleek dat zijn familie de afgelopen 150 jaar van zuiver bloed was geweest (omdat de plaatselijke burgerlijke stand door de oorlogsomstandigheden niet toegankelijk was). In 1944 meldde hij zich opnieuw aan en werd hij wel aangenomen.
Op 21 december 1940 trouwde hij voor de tweede maal. Dit keer met Florrie Heubel, na zijn dood ook bekend als de zwarte weduwe.

## Carrière tijdens de bezetting

### Liquidateur van de socialisten
Op 20 juli 1940, na de machtsovername door de Duitsers na de geslaagde Duitse aanval op Nederland, werd Rost van Tonningen door Seyss-Inquart benoemd tot liquidatie-commissaris van alle socialistische en marxistische organisaties, waaronder met name de SDAP en de daarbij aangesloten vakbonden, de CPN en de RSAP. De CPN moest geliquideerd worden, terwijl de SDAP gelijkgeschakeld moest worden, dat wil zeggen 'omgebouwd' tot een op nationaalsocialistische leest geschoeide vakbeweging. Dit lukte niet, onder meer doordat de SDAP het grootste deel van de partijadministratie had vernietigd. Ook weigerde het partijbestuur zijn medewerking. Tijdens gewestelijke bijeenkomsten werd namens het bestuur van de SDAP meegedeeld dat niet met de Duitsers meegewerkt zou worden. Als reactie daarop probeerde Rost van Tonningen de gewestelijke besturen voor zich te winnen. Uiteindelijk lukte hem dit bij Tjerk van der Zee, die vooral bevreesd was voor zijn inkomen, zoals hij (in Rost van Tonningens aanwezigheid) tegen een gewestelijke SDAP-bestuurder fluisterde: 'ik doe het waarachtig ook niet voor mijn plezier'. Bij verschillende andere verenigingen (Bond van Sociaal-Democratische Vrouwenclubs en de AJC) waren Rost van Tonningens pogingen tot nazificatie even weinig succesvol.
Tijdens een radiotoespraak van 22 september 1940 liet Rost weten dat er een nieuwe socialistische jeugdbeweging voort zou komen uit de Arbeiderssportbond. Eerdergenoemde Tjerk van der Zee zat hier in het hoofdbestuur en de voorzitter was afkomstig uit Duitsland. De leden en afdelingen verdwenen echter en de voorzitter keerde zich, na aanvankelijke tegemoetkoming, tegen Rost van Tonningen.
De bonden van arbeidersmuziek- en zangverenigingen besloten wel door te gaan. Toen zij later verplicht werden om zich bij de Kultuurkamer aan te sluiten, hieven de meeste zichzelf alsnog op.
Het Instituut voor Arbeidersontwikkeling hield ook de eer aan zichzelf: Eind oktober 1940 verscheen de laatste uitgave van verenigingsblad De Toorts, met daarin een artikel 'Ten Afscheid'. Wel kon de bezetter een deel van de bezittingen van het Instituut overnemen, de zgn. Natuurvriendenhuizen.
Met de VARA had Rost meer succes. Het VARA-bestuur voelde niet voor opheffing, ondanks druk van SDAP-notabelen als Koos Vorrink en Willem Drees. Hiermee kwam de zowel in ledenaantal en vermogen als in functie belangrijkste nevenorganisatie van de SDAP in handen van de bezetter. Omdat de medewerking aan de gelijkschakeling uiteindelijk toch minimaal was, was dit succes relatief. Overigens gebeurde dit buiten de Rundfunkbetreuungsstelle om (de organisatie verantwoordelijk voor de gelijkschakeling van de omroepen).
Op 5 juli 1941 werd de SDAP dan uiteindelijk ontbonden, samen met de meeste andere nog bestaande politieke partijen.

### Verantwoordelijk voor de Nederlandse financiën

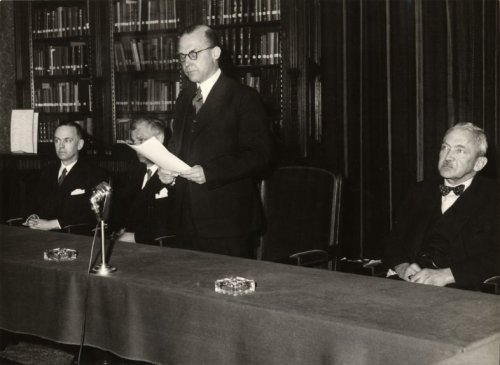
Rost van Tonningen als president van De Nederlandsche Bank

Hoewel Rost van Tonningen uitdrukkelijk „de jood” dr. Hans Max Hirschfeld van het departement Economische Zaken wilde verdringen en opvolgen, bleef Hirschfeld op zijn positie. Rost ontving een andere invloedrijke positie: op 26 maart 1941 werd Rost van Tonningen benoemd tot secretaris-generaal van het departement van Financiën en tot president van De Nederlandsche Bank. Gedurende de tijd dat hij deze beide functies uitoefende, sloegen de Duitsers Nederland aan voor de kosten van de bezetting. Het totale bedrag werd na de oorlog door de Nederlandse regering geraamd op 9.488.000.000 Reichsmark, hiernaast bestonden nog voor 5.750.000.000 RM vorderingen van Nederland op Duitsland die nooit terugbetaald zijn, zodat er in totaal 14.500.000.000 RM naar Duitsland is gevloeid. (Ter vergelijking: voor Frankrijk bedroeg dit 43.250.000.000 RM, en voor België 11.070.000.000 RM)
Op 1 april 1941 was de deviezenbarrière tussen Nederland en het Derde Rijk al uit de weg geruimd, op 1 september 1941 vervielen de laatste praktische belemmeringen. Dit betekende dat de Duitsers goud van De Nederlandsche Bank konden omruilen tegen papieren Reichsmarken. Omdat de collega's van Rost van Tonningen in de andere bezette gebieden niet zo enthousiast met de Duitsers meewerkten, bleven de deviezenbarrières daar wel bestaan, zodat Nederland de Reichsmarken niet kon gebruiken om het betalingsverkeer met die landen af te wikkelen. Daarnaast werden Reichsmarksaldo's van andere landen eveneens in Nederland ingebracht. Duitsland, Denemarken, Hongarije en Frankrijk hebben zo hun vooroorlogse schulden aan Nederland in Reichsmarken afbetaald. Dit en de aankoop door de Duitsers van goederen in Nederland met Reichsmarken leidde ertoe dat het saldo van Reichsmarken bij De Nederlandsche Bank steeg van 83.000.000 (eind maart 1941) tot 3.646.000.000 (eind september 1943).
Rost bleef intussen maar Nederlands geld bijdrukken. Dit alles heeft tot een grote inflatie geleid.

### De Nederlandse Oost-Compagnie
In zijn hoedanigheid van secretaris-generaal voor Bijzondere Economische Aangelegenheden was Rost van Tonningen vanaf 1942 betrokken bij het opzetten van de Nederlandsche Oost Compagnie, een organisatie die voor de wederopbouw in de door de Duitsers op de Sovjet-Unie veroverde gebieden moest gaan zorgen. Enkele honderden Nederlanders, veelal met een NSB-achtergrond of pro-Duits, werkten in onder meer Oekraïne als boer, baggeraar, bouwvakker, turfsteker of grondwerker. In het najaar van 1943 trok Duitsland zich terug uit Oekraïne en werd de aandacht verlegd naar de Baltische staten. Toen in de loop van 1944 de gebieden door de Russen werden bezet, trokken de Nederlandse emigranten noodgedwongen naar Duitsland.

### De ondergang begint
Op Dolle Dinsdag (5 september 1944) was Rost van Tonningen gevlucht. Enkele dagen later dook hij weer op. Op 28 december 1944 ontsloeg Mussert Rost van Tonningen als plaatsvervangend leider van de NSB, nadat de laatste in De Waag een artikel had geschreven waarin hij de overgang van de Jeugdstorm naar de Germanische Jugend toejuichte, waarbij veel leden zich aanmeldden bij de Hitlerjugend-divisie.

## Overlijden
In de zomer van 1944 was Rost van Tonningen tot officier opgeleid bij het eerste bataljon van Landstorm Nederland. Halverwege maart 1945 vertrok hij naar het front, dat toen in de Betuwe lag. Op 8 mei van datzelfde jaar werd Rost van Tonningen (inmiddels opgeklommen tot de rang van Obersturmführer), door de Canadezen gevangengenomen. Hij werd eerst overgebracht naar een interneringskamp in Elst, vervolgens van daaruit overgeplaatst naar Utrecht en op 5 juni naar de gevangenis in Scheveningen. Hij pleegde op 6 juni 1945 (vermoedelijk) zelfmoord door zich over de balustrade in de trappenhal vanaf de eerste verdieping naar beneden te gooien. Hoewel de weduwe spreekt over dagenlange gruwelijke martelingen voorafgaand aan zijn zelfmoord, blijkt uit een NRC-artikel dat dat niet waar kan zijn: Rost van Tonningen kwam immers pas de avond voor zijn zelfmoord in de gevangenis aan. Tot een strafproces tegen Rost van Tonningen is het daardoor niet gekomen. In het VARA-programma Het zwarte schaap van 1 juli 2000 gaf voormalig NIOD-medewerker A.J. van der Leeuw aan, dat Rost naar zijn mening waarschijnlijk "tot zelfmoord is gedreven". Kort na zijn gevangenneming door de Canadezen had Rost zijn politiek testament geschreven. Hij heeft dat ondertekend met zijn eigen bloed en is toen ter observatie in een militair hospitaal onderzocht. Na een klacht van Meinouds tweede zoon Egbert van Tonningen stelde de Nationale Ombudsman Alex Brenninkmeijer in november 2009 dat het Ministerie van Justitie moet erkennen dat het in het verleden de nabestaanden van de politieke delinquenten onvoldoende heeft geïnformeerd over het lot en de gruwelijke omstandigheden van de gedetineerden in de Scheveningse gevangenis. De ombudsman stelde vast dat het officiële rapport van de procureur-fiscaal bij de Bijzondere Raad van Cassatie Van Tuyll van Serooskerken, met getuigenverklaringen, van 17 oktober 1950, over de slechte behandeling van politieke gevangenen na de bevrijding in 1951, als "geheim" werd geclassificeerd en zodoende onvindbaar was. In tegenstelling tot eerdere pogingen van de weduwe Van Tonningen kreeg haar zoon in 2004 wel toegang tot het rapport.

## Zijn weduwe en zijn kinderen

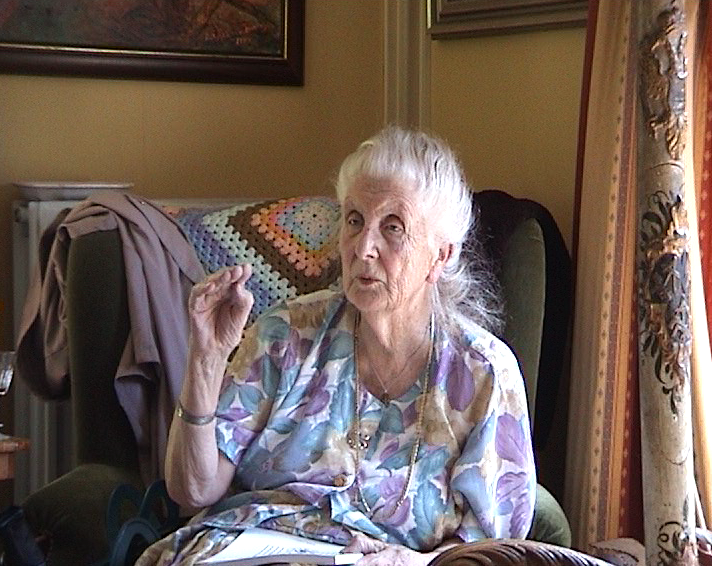
Florrie Rost van Tonningen

Zijn tweede vrouw, Florrie Rost van Tonningen-Heubel (naderhand ook bekend als de zwarte weduwe), wie hij op 21 december 1940 huwde, heeft sinds het einde van de Tweede Wereldoorlog in diverse media zijn gedachtegoed compromisloos verdedigd. Toen in 1986 bekend werd dat zij een levenslang weduwepensioen van de Nederlandse staat ontving omdat haar man parlementslid was geweest, leidde dat tot veel ophef (in de publieke discussie werd ook de uitkering aan weduwe Myriam gravin de Marchant et d'Ansembourg uit Amstenrade betrokken). Juridisch gezien had zij er echter, net als een weduwe van elk ander Kamerlid, recht op. Florrie Rost van Tonningen-Heubel overleed op 24 maart 2007.
Meinoud en Florrie kregen drie zonen, onder wie hun oudste zoon Grimbert, die zich allen nadrukkelijk van het gedachtegoed van hun vader en moeder hebben gedistantieerd.

## Typering
Rost van Tonningens lidmaatschap van de NSB wordt onder meer gekenmerkt door zijn voortdurende machtsstrijd met Mussert en diens omgeving. Rost van Tonningen was radicaler en feller pro-Duits dan de andere NSB-kopstukken Anton Mussert en Cornelis van Geelkerken.
Op 24 augustus 1940 zond hij een brief aan de rijkscommissaris Seyss-Inquart, waarin hij de 'eigenlijke gezindheid' van het NSB-hoofdkwartier omschreef als 'in wezen anti-Duits'. Zelf noemde hij zich vertolker van de 'Groot-Germaanse' gedachte. De geïnstrumentaliseerde, maar eerder gematigde Mussert zette hij weg als een aanhanger van een 'christelijk-Bourgondische' gedachte die in wezen niet overeenkwam met de doelstellingen van de 'Rijksduitse' NSDAP. Het is aannemelijk dat Rost van Tonningen met dit soort uitlatingen de NSB in een dermate slecht daglicht heeft geplaatst, dat de Duitse bezetter aanvankelijk terughoudend was om belangrijke Nederlandse bestuursposities te gunnen aan NSB-kopstukken. Rost van Tonningen heeft gedurende de bezettingsjaren effectief meer macht kunnen uitoefenen dan Mussert. Hij bekleedde diverse invloedrijke functies: president van De Nederlandsche Bank, twee functies van secretaris-generaal, president van de Nederlandse Oostcompagnie. Mussert kwam er met zijn leiderschap van de NSB en de lege titel 'Leider van het Nederlandse volk' (sinds december 1942) bekaaid vanaf en vervulde voornamelijk ceremoniële taken.
J.J. van Bolhuis omschrijft Rost van Tonningen als volgt:
'Rost achtte zichzelf verre de meerdere van Mussert, de leider in zakformaat, die slechts dankzij hem in 1936 Hitler had mogen ontmoeten. Rost, die in tegenstelling tot Mussert kind aan huis was bij Himmler en diens naaste medewerkers in Duitsland en Nederland, schold in zijn correspondentie als een viswijf, deinsde ten aanzien van Mussert en anderen niet terug voor de ordinairste achterklap, fantaseerde er maar op los en bestempelde ieder, die niet zijn bewondering voor de SS kon delen, als anti-Duits.'
Bij de NSB gold toetreden tot de Waffen-SS aanvankelijk nog als landverraad. Rost van Tonningen lichtte de Duitse bezetter hierover in.
Voor het Bijzonder Gerechtshof zei Mussert op 28 november 1945:
'Het staat nu wel onomstotelijk vast, dat Rost reeds jaren in nauwe verbinding stond met Himmler. Zijn internering vóór de invasie van 1940 had ik beschouwd als een doelbewuste verdachtmaking van de NSB, die op geen goede gronden gebaseerd was. Dit was onjuist. De Nederlandse regering heeft gelijk gehad door Rost en Feldmeijer te interneren.'